# Поздноево
Поздноево — деревня в Невельском районе Псковской области России. Входит в состав Плисской волости.

## География
Расположена на северо-западном побережье озера Всус, в 8 км к юго-западу от райцентра, города Невель. Через деревню проходит автодорога Невель — Новохованск и соответствующий участок железной дороги Невель — Полоцк. Остановочный пункт 375 км.

## Население
| 2001 | 2002 | 2010 |
| ---- | ---- | ---- |
| 55   | →55  | ↘42  |

Численность населения деревни по оценке на начало 2001 года составляла 55 человек.